# Jerusalén, Salto de Agua
Jerusalén är en ort i Mexiko.   Den ligger i kommunen Salto de Agua och delstaten Chiapas, i den sydöstra delen av landet, 800 km öster om huvudstaden Mexico City. Jerusalén ligger 75 meter över havet och antalet invånare är 1 151.
Terrängen runt Jerusalén är varierad. Runt Jerusalén är det ganska glesbefolkat, med 38 invånare per kvadratkilometer. Närmaste större samhälle är Palenque, 17,8 km nordost om Jerusalén. Trakten runt Jerusalén består till största delen av jordbruksmark.